# Папська Рада у справах сім'ї
Па́пська Ра́да в спра́вах сім'ї́ (лат. Pontificium Consilium pro Familia) — одна з дикастерій Римської курії. Рада відповідальна за просування пасторського служіння й апостольство в сім'ї, яке вона провадить за допомогою уроків і рекомендацій учення церкви. Окрім того під юрисдикцією Ради є такі питання: богослів'я і катехізис на тему сім'ї, духовність шлюбу й сім'ї, права сім'ї й дитини, освіта мирян зважаючи на пасторське опікунство сім'ї, підготовка до шлюбу.
Заснував Раду Папа Римський Іван Павло ІІ 9 травня 1981 року силою motu proprio Familia a Deo Instituta. Постала з Комітету в справах сім'ї, яку утворив Папа Римський Павло VI, 11 січня 1973 року.

## Діяльність
Рада «працює для більш глибокого розуміння учення Церкви»; «заохочує вивчення духовності шлюбу й сім'ї»; працює «щоби гарантувати точне визнання людських і соціальних умов установлення сім'ї повсюди»; и «прагне гарантувати, щоби права сім'ї укріплювались і захищались навіть у соціальній і політичній сфері» и «підтримує й координує ініціативи захищати людське життя з першого моменту зачаття й заохочує відповідальне дітонародження». Особливо, Рада «просуває й координує пасторські зуслля, пов'язані з проблемою відповідального дітонародження, і заохочує, витримує й координує ініціативи на захист життя на всіх стадіях його існування, від зачаття до природної смерті».
Рада видала зокрема такі документи:
- Правда й значення людського розрізнення статей (1995) забезпечує керівні принципи в освіті в межах сім'ї;
- Кишеньковий довідник для сповідальників відносно певних аспектів етики подружнього життя (1997) підтверджує незаконний характер противозаплідних дій;
- Декларація відносно плідності в світі (1998), враховує демографічні тенденції, що змінюються.

## Керівництво
Головою Ради є архієпископ Вінченцо Палья. Секретар Ради — єпископ Жан Лафіт. Є також заступник секретаря — священик Карлос Сімон Васкес.
Додатково до свого дорадчого правління єпископів, Рада включає мирян, особливо одружених «з усього світу»." Рада має Комітет Голови з 15 кардиналами, 12 архієпископами і єпископами, 19 одруженими парами, 39 радниками, і штат із 10 осіб. Радниками є миряни на зразок морального богослова Джанет Е. Сміт, голови Коледжу християнського світу Тімоті Т. О'Доннелла, Карла А. Андерсона, верховного лицаря Лицарів Колумба; Хосе Луїса Мендоси, голови Католицького Університету Святого Антонія , Мурсія, Іспанія й батька 14 дітей, і Джеррі Конікера, співзасновника апостолату посвячення сім'ї і Catholic Familyland.
Рада видає щоквартальний огляд Familia et Vita (лат. Сім'я і життя) з 1994. Рада організовує Всесвітні зустрічі сім'ї, що скликаються в Римі 1994, в Ріо-де-Жанейро 1997, в Римі знову 2000, в Манілі, на Філіппінах, 2003, в Валенсії, в Іспанії, 2006, і намічається в Мехіко, в Мексиці, 2009.
6 червня 2006 року Рада видала документ, з назвою «Сім'я і людське дітонародження» що зазначає «Ніколи досі не було штучне встановлення шлюбу й сім'ї жертвою таких сильних нападів».

## Голови Папської Ради в справах сім'ї
- Кардинал Моріс Руа (11 січня 1973 — 16 грудня 1976);
- Кардинал Опіліо Россі (10 грудня 1976 — 4 серпня 1981);
- Кардинал Джеймс Роберт Нокс (4 серпня 1981 — 26 червня 1983);
- Кардинал Едуар Ганьон (7 липня 1983 — 8 листопада 1990);
- Кардинал Альфонсо Лопес Трухільйо (8 листопада 1990 — 19 квітня 2008);
- Кардинал Енніо Антонеллі (7 червня 2008 — 26 червня 2012);
- Архієпископ Вінченцо Палья (26 червня 2012 —).

## Виноски
1. 1 2  Папська Рада у справах сім'ї — Katolik.ru(рос.)
2. ↑  Апостольська конституція Pastor Bonus, ст. 141 — § 1.
3. ↑  Апостольська конституція Pastor Bonus, ст. 141 — § 2.
4. ↑  Апостольська конституція Pastor Bonus, ст. 141 — § 3.
5. ↑  Папська Рада у справах сім'ї.
6. ↑  Апостольська конституція Pastor Bonus, ст. 140.
7. ↑  Старшая семинария Святого Сердца, биография Джанет Е. Смит [Архівовано 18 вересня 2008 у Wayback Machine.].
8. ↑  Папа Римський призначає О'Доннелла радником Папської Ради [Архівовано 23 квітня 2010 у Wayback Machine.], новини і події Коледжу християнського світу, 8 січня 2003.
9. ↑  «Позиція Церкви не придушує розрізнення статей, говорить ректор університету»[недоступне посилання з квітня 2019], Zenit News Agency, 22 листопада 2004.
10. ↑  Familyland Co-Founder Named Consultor for Pontifical Council, Zenit News Agency, 19 вересня 2004.
11. ↑  Документ «Сім'я і дітонародження» повторює учення «Humanae Vitae» [Архівовано 26 червня 2009 у Portugese Web Archive], Zenit News Agency, 6 червня 2006.